# Kliutxí (Sverdlovsk)
|  | Per a altres significats, vegeu «Kliutxí». |

Kliutxí (en rus: Ключи) és un poble de l'óblast de Sverdlovsk, a Rússia, segons el cens del 2010 tenia 197 habitants.